# Casimiro II di Polonia
Casimiro II (1138 – Cracovia, 5 maggio 1194) detto il Giusto, fu duca di Cracovia e principe di Polonia a partire dal 1177, anno in cui sconfisse ed esiliò il fratello Miecislao III dal ducato di Slesia e dall'importante città di Cracovia.
Era figlio di Boleslao III. Essendo nato subito dopo la morte del padre non venne calcolato nella suddivisione delle terre avvenuta nel 1138. Nel 1186 aggiunse la Masovia ai suoi possedimenti, fondando la dinastia dei Piast-Masoviani.

## Biografia
I primi anni Casimiro li passò con la madre e la sorella Agnese a Łęczyca, lontano dalle dispute tra i fratelli Boleslao IV e Miecislao III e il fratellastro Ladislao II. La madre morì nel 1144, allora fu Boleslao, che ereditò le terre della madre e che si occupo del fratello. Quando nel 1154 raggiunse l'età adulta non ricevette nessun territorio da amministrare. Nel 1157 venne inviato dal fratello alla corte di Federico il Barbarossa per garantire la fedeltà del Regno di Polonia. Nel 1166 il fratello Enrico (Henryk) morì, nominando come suo successore Casimiro. Boleslao IV tuttavia scelse di prendersi la maggior parte di quelle terre lasciando poco o nulla al fratello. Casimiro e Miecislao III si ribellarono, ma senza risultati significativi. Casimiro ottenne il territorio di Wiślica.
Nel 1173 Boleslao IV morì e fu Miecislao III a prenderne il posto come sovrano. Il regime tirannico del nuovo granduca però generò molti scontenti, cosicché nel 1177 Miecislao venne rovesciato da una coalizione di nobili, tra cui anche i suoi stessi parenti. Tra questi c'era anche Casimiro che salì al trono.
Riuscì a mantenere il titolo di granduca fino alla morte, il 5 maggio 1194. Fu il figlio Leszek ad ereditare il trono.

## Ascendenza
|                            |                         |                          | Genitori                   |  |  | Nonni |  |  | Bisnonni              |  |  | Trisnonni               |  |
|                            |                         |                          |                            |  |  |       |  |  | Casimiro I di Polonia |  |  | Miecislao II di Polonia |  |
|                            |                         |                          |                            |  |  |       |  |  | Casimiro I di Polonia |  |  | Miecislao II di Polonia |  |
|                            |                         | Richeza di Lotaringia    |                            |  |  |       |  |  | Casimiro I di Polonia |  |  |                         |  |
| Ladislao Herman di Polonia |                         |                          |                            |  |  |       |  |  | Casimiro I di Polonia |  |  |                         |  |
|                            |                         | Maria Dobroniega di Kiev | Vladimir I di Kiev         |  |  |       |  |  |                       |  |  |                         |  |
|                            |                         | Maria Dobroniega di Kiev | Vladimir I di Kiev         |  |  |       |  |  |                       |  |  |                         |  |
|                            |                         | Maria Dobroniega di Kiev | …                          |  |  |       |  |  |                       |  |  |                         |  |
| Boleslao III di Polonia    |                         | Maria Dobroniega di Kiev |                            |  |  |       |  |  |                       |  |  |                         |  |
|                            |                         | Vratislao II di Boemia   | Bretislao I di Boemia      |  |  |       |  |  |                       |  |  |                         |  |
|                            |                         | Vratislao II di Boemia   | Bretislao I di Boemia      |  |  |       |  |  |                       |  |  |                         |  |
|                            |                         | Vratislao II di Boemia   | Giuditta di Schweinfurt    |  |  |       |  |  |                       |  |  |                         |  |
| Giuditta di Boemia         |                         | Vratislao II di Boemia   |                            |  |  |       |  |  |                       |  |  |                         |  |
|                            |                         | Adelaide d'Ungheria      | Andrea I d'Ungheria        |  |  |       |  |  |                       |  |  |                         |  |
|                            |                         | Adelaide d'Ungheria      | Andrea I d'Ungheria        |  |  |       |  |  |                       |  |  |                         |  |
|                            |                         | Adelaide d'Ungheria      | Anastasia di Kiev          |  |  |       |  |  |                       |  |  |                         |  |
| Casimiro II di Polonia     |                         | Adelaide d'Ungheria      |                            |  |  |       |  |  |                       |  |  |                         |  |
|                            | Poppone di Schelklingen | …                        |                            |  |  |       |  |  |                       |  |  |                         |  |
|                            | Poppone di Schelklingen | …                        |                            |  |  |       |  |  |                       |  |  |                         |  |
|                            | Poppone di Schelklingen | …                        |                            |  |  |       |  |  |                       |  |  |                         |  |
| Enrico I di Berg           | Poppone di Schelklingen |                          |                            |  |  |       |  |  |                       |  |  |                         |  |
|                            |                         | Sofia                    | …                          |  |  |       |  |  |                       |  |  |                         |  |
|                            |                         | Sofia                    | …                          |  |  |       |  |  |                       |  |  |                         |  |
|                            |                         | Sofia                    | …                          |  |  |       |  |  |                       |  |  |                         |  |
| Salomea di Berg            |                         | Sofia                    |                            |  |  |       |  |  |                       |  |  |                         |  |
|                            |                         | Diepoldo II di Vohburg   | Diepoldo I di Cham-Vohburg |  |  |       |  |  |                       |  |  |                         |  |
|                            |                         | Diepoldo II di Vohburg   | Diepoldo I di Cham-Vohburg |  |  |       |  |  |                       |  |  |                         |  |
|                            |                         | Diepoldo II di Vohburg   | …                          |  |  |       |  |  |                       |  |  |                         |  |
| Adelaide di Mochental      |                         | Diepoldo II di Vohburg   |                            |  |  |       |  |  |                       |  |  |                         |  |
|                            |                         | Liutgarda di Zähringen   | Bertoldo I di Zähringen    |  |  |       |  |  |                       |  |  |                         |  |
|                            |                         | Liutgarda di Zähringen   | Bertoldo I di Zähringen    |  |  |       |  |  |                       |  |  |                         |  |
|                            |                         | Liutgarda di Zähringen   | Richwara ?                 |  |  |       |  |  |                       |  |  |                         |  |
|                            |                         | Liutgarda di Zähringen   |                            |  |  |       |  |  |                       |  |  |                         |  |